# Project Loon
Project Loon er et projekt og virksomhed ejet af amerikanske Alphabet Inc.. Loon tilbyder internetadgang til øde landområder og ude på havet via højtflyvende balloner placeret i 18 kilometers højde i stratosfæren.
Ifølge BBC World News 30. januar 2021 har Alphabet (Google) opgivet Project Loon.